# آخرین جنگ (فیلم ۱۹۶۱)
آخرین جنگ (انگلیسی: The Last War) که نام آن به ژاپنی جنگ بزرگ جهانی (به ژاپنی: 世界大戦争 Sekai Daisensō) می‌باشد، فیلمی در ژانر علمی–تخیلی و درام است که در سال ۱۹۶۱ منتشر شد.

## بازیگران
- فرانکیه ساکای
- آکیرا تاکارادا
- نوبوکو اوتاوا
- کن اوئه‌هارا
- چیشو ریو
- ایجیرو تونو
- سو یامامورا
- نوبوئو ناکامورا